# グランドパレス事件
グランドパレス事件（グランドパレスじけん）は、1963年（昭和38年）3月に神奈川県横浜市中区山下町のサパークラブ「グランドパレス」で起こった錦政会（のちの稲川会）と三代目山口組井志組横浜支部との暴力団抗争事件。右翼活動家の児玉誉士夫が推し進めていた東亜同友会構想が頓挫する切っ掛けとなった。

## 事件まで
1961年12月、三代目山口組・田岡一雄組長が菅谷組の菅谷政雄組長に神奈川県横浜市で菅谷興業横浜支部を作らせた。そこは錦政会の縄張りであった。
1962年2月に田岡は井志組の井志繁雄組長に横浜市中区山下町の中華街で井志組横浜支部を作らせた。6月、三代目山口組益田組の益田芳夫組長は横浜に「山三食品」を開店。
同年、右翼活動家の児玉誉士夫は、「全国の博徒を大同団結させ日本国内の共産主義勢力を押さえ込む」という構想を持った。博徒の大同団結組織を東亜同友会と名付けた。児玉は同年夏ごろから錦政会・稲川角二会長、北星会・岡村吾一会長、東声会・町井久之会長らに根回しを始め、大同団結の同意を取り付けた。
1963年2月11日、児玉誉士夫は、稲川裕芳、松葉会・藤田卯一郎会長、港会・磧上義光会長、岡村吾一、町井久之、田岡一雄ら全国の主であった暴力団組長らを京都府京都市の「都ホテル」に集め、「東亜同友会」構想を披露した。稲川裕芳が関東の暴力団組長を、田岡一雄が関西・中国・四国の暴力団組長を、児玉誉士夫が九州の暴力団組長をまとめて、意思統一を図った。

## 事件
同年3月、山口組井志組横浜支部長・堀江清一ら2人が、横浜市中区山下町のサパークラブ「グランド・パレス」で、錦政会幹部・林喜一郎や佐藤義雄ら5名に挨拶代わりの酒を送った。林は酒の受け取りを拒否。堀江は井志組横浜支部に電話を入れ、井志組組員20人を日本刀を持参させて呼んだ。井志組組員20人は、サパークラブ「グランド・パレス」を取り囲んだ。林や佐藤ら5名が「グランド・パレス」を退店する際、井志組横浜支部20名との喧嘩が起こり掛けた。井志組組員が、通報を受けて駆けつけた警察隊に、凶器準備集合罪で逮捕された。
グランドパレスでの事件を受けて、稲川角二は、東亜同友会から脱退した。
児玉誉士夫が田岡と稲川の仲介を行った。児玉は田岡に「襲撃に関係した井志組横浜支部組員全員の除名と、井志繁雄の断指と、横浜在住の山口組関係者を10人にする」との手打ちの条件を示した。田岡はこの条件を受け入れ、和解に至った。
同年4月、田岡は右翼活動家の田中清玄、麻薬審議会・菅原通済会長、参議院議員の市川房枝、作家の山岡荘八、評論家・劇作家の福田恆存らと、麻薬追放国土浄化同盟を結成し、横浜市で結成大会を開いた。麻薬追放国土浄化同盟の総本部は兵庫県神戸市中央区橘通の山口組本部に置かれた。益田芳夫を横浜支部長として、横浜に麻薬追放国土浄化同盟横浜支部事務所を開設させた（実質的には益田組横浜支部として使われた）。田岡は児玉が行った錦政会と山口組との手打ちを反故にした。さらに田岡は東亜同友会への参加を取り止めた。
その後、児玉誉士夫の東亜同友会構想は、各組織の対立により、うやむやとなった。特に、山口組と錦政会の対立は決定的となった。